# Залзала
Залзала (урду زلزلہ جزیرہ‎ — остров землетрясения) — остров, образовавшийся 24 сентября 2013 года на шельфе Paddi Zirr возле города Гвадара (Пакистан) вследствие землетрясения.
Остров образовался 24 сентября 2013 года примерно в 600 метрах от города Гвадар вследствие сильного землетрясения. Его длина достигала 200 метров, ширина — около 30 м, высота — от 6 до 12 м. Грунт острова состоял из грязи, мелкого песка и твёрдых пород.
Как предсказывалось многими геологами, вскоре началось затопление острова; через месяц после своего появления остров погрузился в море на три метра. По состоянию на конец 2016 года остров исчез.

## Галерея
|                                             |                                                                   |
| Спутниковый снимок Гвадара до землетрясения | Спутниковый снимок Гвадара, сделанный после 26 сентября 2013 года |